# Cameraria obovalis
Cameraria obovalis là một loài thực vật có hoa trong họ La bố ma. Loài này được Alain mô tả khoa học đầu tiên năm 1955.